# Розсвіт (Ісетський район)
Розсві́т (рос. Розсвіт) — село у складі Ісетського району Тюменської області, Росія.
Стара назва — Скородум.
Населення — 1068 осіб (2010, 1113 у 2002).
Національний склад станом на 2002 рік:
- росіяни — 91 %